# جون روب (ضابط)
جون روب (بالإنجليزية: John Robb)‏ هو ضابط أمريكي، ولد في 19 أغسطس 1962 في كونكورد في الولايات المتحدة.